# Damigella d'onore

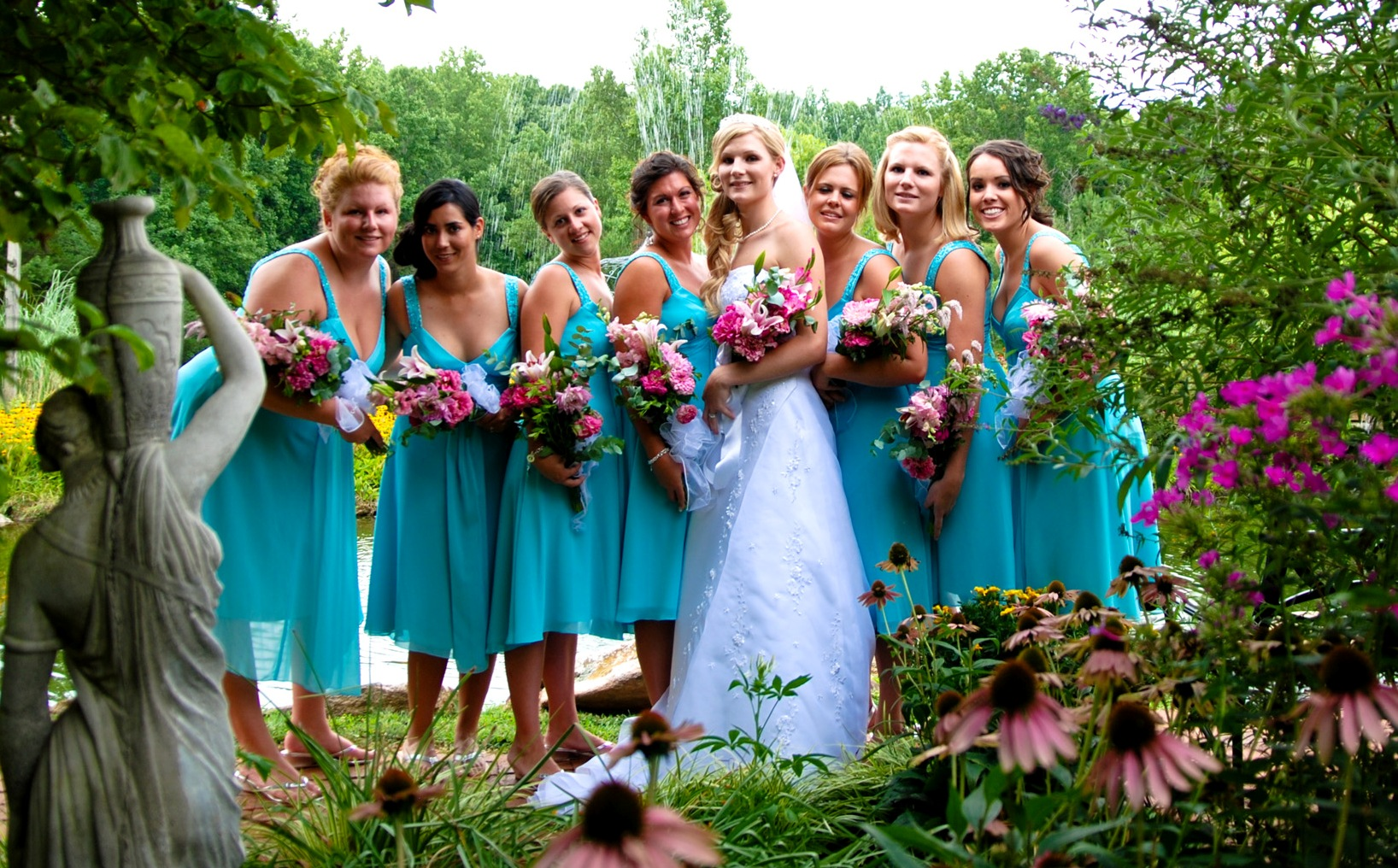
Sette damigelle d'onore vestite coordinate, insieme alla sposa

Una damigella d'onore è in genere una giovane donna, spesso un'amica o una sorella della sposa, che accompagna quest'ultima durante il giorno del matrimonio. Tradizionalmente, le damigelle d'onore sono scelte tra le giovani donne non sposate in età da marito.
Negli Stati Uniti, la damigella d'onore principale, se ne viene così designata una, è la testimone ufficiale della sposa per la licenza di matrimonio.
Spesso è presente più di una damigella d'onore: nei tempi moderni è la sposa che ne sceglie il numero. Storicamente nessuna persona nobile usciva incustodita e la dimensione del corteo era strettamente calcolata per essere adeguata allo status sociale della famiglia. Un folto gruppo di damigelle forniva l'occasione per mettere in mostra lo status sociale della famiglia e la sua ricchezza.